# Glazbena akademija Sveučilišta u Ljubljani
Glazbena akademija Sveučilišta u Ljubljani (slov. Univerza v Ljubljani – Akademija za glasbo) je visokoškolska glazbena ustanova i jedina glazbena akademija u Sloveniji. Jedna je od tri umjetničke akademije koje djeluju u sklopu ljubljanskoga Sveučilišta. Na toj se akademiji školovala, a i danas se školuje većina slovenskih glazbenika – pjevača, instrumentalista, dirigenata, skladatelja i glazbenih pedagoga. Do osamostaljenja Republike Slovenije na toj su akademiji studirali i mnogi glazbenici iz država bivše Jugoslavije.
Današnja je Glazbena akademija nastala 1939. na temeljima negdašnjega Konzervatorija ljubljanske Glasbene matice. Prilikom njegova preimenovanja, ravnatelj konzervatorija Julij Betetto imenovan je i prvim dekanom Akademije (tada se još rabio naziv rektor).
Sjedište ljubljanske Glazbene akademije je u palači Kazina na Kongresnom trgu br. 1.

## Ustroj akademije

### Odsjeci
- Odsjek za kompoziciju i glazbenu teoriju
- Odsjek za dirigiranje
- Odsjek za pjevanje s opernom školom
- Odsjek za glazbala s tipkama
- Odsjek za gudače i druga glazbala sa žicama
- Odsjek za puhačka glazbala i udaraljke
- Odsjek za glazbenu pedagogiju
- Odsjek za crkvenu glazbu

### Katedre
- Katedra za skupno i komorno muziciranje
- Katedra za glazbeno-teorijske predmete
- Katedra za povijest glazbe
- Katedra za glazbeno-pedagoške predmete
- Katedra za klavir kao obligatni predmet i korepeticiju
- Katedra za jazz
- Katedra za staru glazbu

## Dekani akademije
- Julij Betetto (1933. – 1940., 1947. – 1949., 1951. – 1953., 1955. – 1961.)[1]
- Anton Trost (1940. – ?)
- Leon Pfeifer
- Lucijan Marija Škerjanc (1945. – 1947.)
- Marijan Lipovšek
- Franjo Schiffer (1955. – 1957.)
- Karlo Rupel (1949. – 1951., 1962. – 1966.)
- Janko Ravnik (1953. – 1955.)
- Mihael Gunzek (1976. – 1979.)
- Danijel Škerl (? – 1986.)
- Marjan Gabrijelčič (1986. – 1994.)
- Dejan Bravničar (1994. – 2002.)
- Pavel Mihelčič (2002. – 2009.)
- Andrej Grafenauer (2009. – 2017.)
- Marko Vatovec (2017. – )

## Vanjske poveznice
- Glazbena akademija u Ljubljani – službene stranice (slov.) (engl.)
- Sveučilište u Ljubljani: Glazbena akademija (slov.) (engl.)